# Dimorphosciadium
Dimorphosciadium là chi thực vật có hoa trong họ Apiaceae.